# La Gonâve
L'île de la Gonâve (anciennement appelée île de la Gonaïve), est une île de la Caraïbe incorporée à Haïti. Elle se situe dans le golfe de la Gonâve.

## Géographie

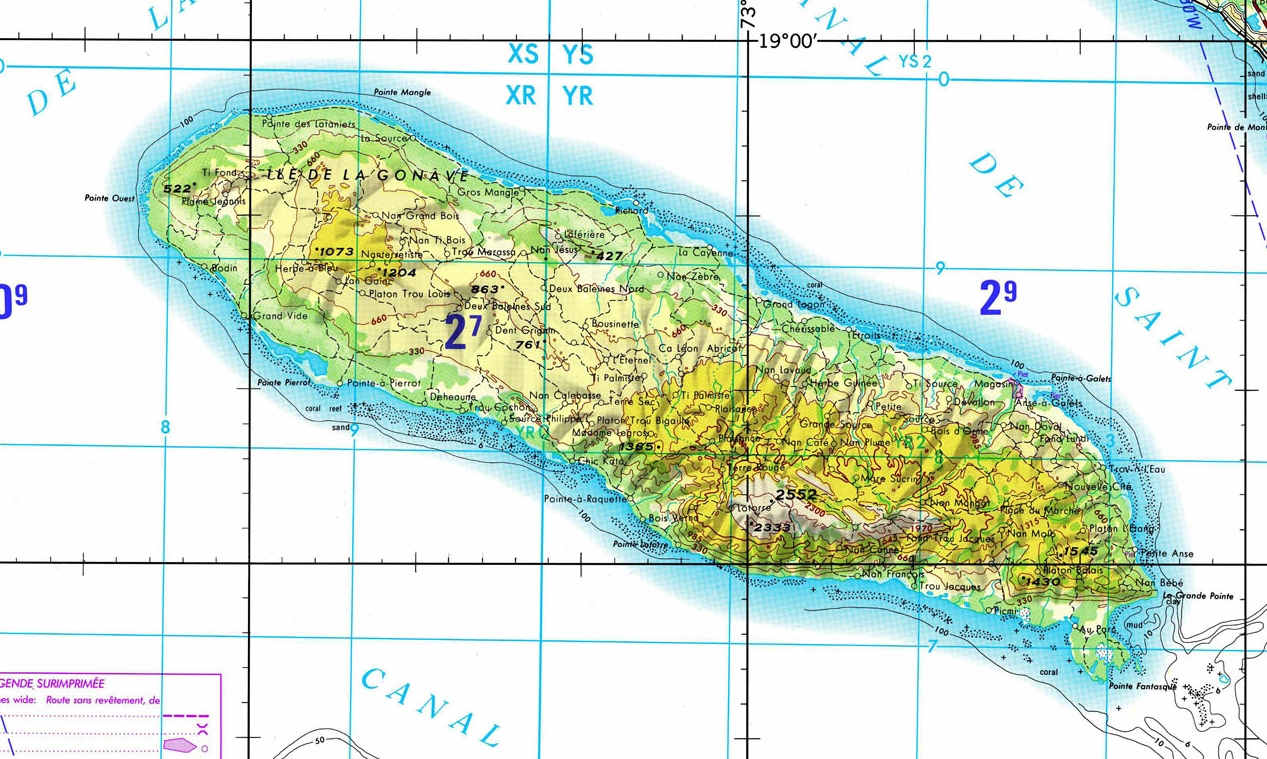
Carte de la Gonâve

La Gonâve est une île située entre deux bras de mer qui se rejoignent dans la baie de Port-au-Prince, à l'est de l'île : le « canal de Saint-Marc » sur sa côte septentrionale, et le « Canal de la Gonâve » (ou «  canal du Sud ») sur sa côte méridionale.
D'une superficie de 689,62 km2, elle s'étend sur une longueur de 60 km pour 15 km de largeur.
Son relief est montagneux avec :
- d'une part, une chaîne principale, sud-orientale, culminant au morne la Pierre à 778 m d'altitude, le point le haut de l'île ;
- d'autre part, une série de plateaux superposés au Nord-Ouest, culminant à 370 m ;
- entre les deux, une plaine baptisée « Deux Baleines » accidentée de collines.

La chaîne principale, orientée parallèlement dans l'axe principale de l'île, c'est-à-dire direction Est-Sud-Est et Ouest-Nord-Ouest. Celle-ci est dissymétrique avec un large flanc Nord formé de plateaux emboîtés sillonnés par des ravines, tandis que le flanc Sud plonge rapidement vers la mer. Le point culminant de l'île se trouve dans la partie sud-est de l'île.
Les côtes de l'île, d'une longueur de 170 km sont formées pour moitié par une mangrove s'établissant sur une côte plate formée d'alluvions délimitant parfois des lagunes. L'autre moitié est constituée soit de plages sableuses fin et de galets (65 km), soit de côtes rocheuses avec des falaises (35 km). 

## Démographie
La Gonâve est peuplée de 79 188 habitants(recensement par estimation de 2009), dont la moitié est localisé dans la seule « ville de l'Anse-à-Galets », principale agglomération de l'île avec 39 783 habitants (le territoire communal de cette dernière comptant 56 890 habitants selon le même recensement, soit plus de 70 % de la population insulaire).
- Population totale : 79 188 habitants
- Nombre d'hommes : 40 075 hommes
- Nombre de femmes : 39 113 femmes
- Nombre de ménages : N.A.
- Population de 18 ans et plus : 42 173 habitants
- Population totale en 1982 : N.A.
- Densité : 114,83 habitants / km²
- Nombre moyen de personnes par ménage : N.A.
- % de la population ayant 18 ans et plus : 53,26 %
- Évolution de la population : N.A.

## Organisation administrative
La Gonâve constitue un arrondissement du département de l'Ouest, et est composé de deux communes :
- Anse-à-Galets
- Pointe-à-Raquette.

## Histoire
L'île de la Gonâve a été le dernier refuge des Amérindiens taïnos en Haïti. C'est à la suite du massacre de la reine Anacaona par les conquistadors que les rescapés de sa cour viennent se réfugier sur l'île et la baptisent Gonavo.
Durant l'époque coloniale, la Gonâve fut considérée comme le domaine réservé du roi de France. Ainsi au nom du seul souverain, les administrateurs coloniaux pouvaient décider ce qu'il fallait faire de l'île. En ce sens, pendant une bonne période de la colonisation française, les administrateurs avaient accordé des permissions à certains particuliers pour la coupe de bois à La Gonâve. On peut citer Charles-Antoine Etienne, marquis de Choiseul, auquel l'île fut concédée pour exploitation le 25 août 1768. Les gérants de la colonie admettant que la Gonâve était devenue inutile à son propriétaire, donc au roi, ils ont pensé que le marquis pourrait valoriser l'île et tirer parti de ses bois. Le 16 septembre 1776, les administrateurs de la colonie de Saint-Domingue révoquèrent ces permissions de concessions, déclarant que le bois se trouvant sur l'île était devenu nécessaire au service du roi. Ils avancèrent aussi comme argument qu'il y avait eu rareté de bois sur la grande terre. Revenant à la logique de concession, les autorités coloniales signèrent le 7 novembre 1784 un contrat de bail de l'île avec messieurs le Jeune Duparnay, Vauquelin Mongeot et Gaignelon. Seize années plus tard, l'indépendance allait être proclamée.
Au cours de la deuxième moitié du XIXe siècle, l'île commence à attirer des pêcheurs, puis peu de temps après, l'agriculture commence à apparaître.
À l’époque de l’occupation d'Haïti par les États-Unis, La Gonâve était divisée en sociétés Congo travaillant et vivant ensemble. C'est un officier américain, Faustin Wirkus qui fut choisi comme roi de l'île par la population dans les années 1920. Il a raconté son histoire dans un ouvrage très contesté : « Le roi blanc de la Gonâve ».
En 1976, un cyclone tropical ravage le sud d’Haïti et de nombreux survivants viennent s'installer sur l'île comme agriculteurs.
Le 8 septembre 1997, l'embarcation « Fierté Gonavienne » effectuant la traversée entre Anse-à-Galets et les environs de Cabaret coule, avec à son bord plus de 500 passagers. L'accident est considéré comme le plus grand désastre maritime d'Haïti depuis celui du « Neptune » en 1993 qui avait fait 276 morts et 800 disparus,.
Le séisme du 12 janvier 2010 qui a ravagé Port-au-Prince a provoqué l'afflux de plus de 40 000 personnes venues de la capitale.

## Économie
L'île souffre d'un retard de développement par rapport au reste du pays, notamment du fait que La Gonâve manque d'infrastructure dans tous les domaines.
Ainsi, cette grande île ne possède qu'un port rudimentaire dénommé Zetwa situé au nord-ouest, tandis que celui de Anse-à-Galets est également mal équipé.
L'état de délabrement des routes est criant, puisque celles-ci sont le plus souvent en terre battue et en mauvais état. Cela se répercute sur le coût du transport, aggravant ainsi les effets de la cherté de la vie, même pour les produits locaux. Les prix des produits de première nécessité accusent une différence significative par rapport à ceux pratiqués dans la capitale haïtienne. « Par exemple pour un sac de riz en provenance de Port-au-Prince », comme le souligne Constant Joseph, maire principal d'Anse-à-Galets, selon qui « le prix d'achat ici par rapport à la capitale est supérieur de 100 gourdes, au moins ».
De plus, l'île fait face à une importante pénurie d'eau, puisque dans les régions reculées, il n'existe que les sources qui, à la saison sèche (de décembre à mai), viennent parfois à se tarir. Le service public d'eau potable (SNEP) est absent de La Gonâve depuis plus de 10 ans. Les habitants des bourgs d'Anse-à-Galets et de Pointe-à-Raquette ont seuls le privilège de pouvoir s'approvisionner en eau grâce à des fontaines publiques.
Les équipements et les services sont également soit embryonnaires, soit inexistants : pour 120 000 habitants, l'île ne dispose que d'un seul médecin en santé publique, et trois centres de santé non équipés (l’un à Pointe-à-Raquette, l’autre uniquement à vocation hospitalière est implanté à Anse-à-Galets, tandis le dernier à Palma ne dispose d'aucunes structures). Il n'y a pas d'université, aucune usine d’électricité, et encore moins d'infrastructures de télécommunication.
Les besoins en matière de justice et de sécurité sont également importants : l'île de la Gonâve ne compte que 15 policiers ; la commune de Pointe-à-Raquette par exemple dispose d'un seul policier pour ses 45 000 habitants. De plus, il n'existe que quatre juges pour toute l'île. Des juges qui travaillent dans des conditions difficiles, sans véhicules ni radio de communication.
Pourtant La Gonâve ne manque pas d'atout pour amorcer son développement : outre un gisement de pétrole découvert il y a quelques années dans les sédiments marins entre 6 000 et 7 000 mètres de profondeur dans le Canal de la Gonâve et spécifiquement dans la baie de Rochelois, l'île dispose d'un potentiel touristique important.
La Gônave Economic Development Group, une organisation fondée en 1997 et siégeant en Floride, se propose d'investir plusieurs milliards de dollars US sur plusieurs années, capable de générer entre 250 000 et 1 500 000 emplois au niveau hôtelier, agricole, éducatif ou sportif. Parmi les secteurs envisagés : la construction de supermarchés, d'un aéroport international, d'un complexe portuaire industriel et commercial, d'une aire de recherche et de stockage de produits pétroliers, des facilités bancaires, des offres de services de locations de bâtiments à caractère industriel, des compagnies d’électricité en support à l’Électricité d'Haïti (EDH) qui les supervisera, des usines de recyclage du plastique en vue de fabriquer des fibres textiles, un centre de météorologie et Pré-désastre, etc. Sans oublier des jardins botaniques, un zoo et de multiples attractions culturelles. Cependant, la lourdeur et la complexité du dossier semble avoir constitué un frein pour la prise de décision des pouvoirs publics.

## Sports
Le club du Roulado FC de Gonâve était considéré au début des années 2000 l'orgueil des gonaviens. Il a remporté le championnat national de 1re division à deux occasions : à l'ouverture 2002 et à la fermeture 2003. Parmi les joueurs ayant évolué au club figurent James Marcelin, Jean-Robert Menelas et Johnny Descollines.

## Personnalités
- Joachim Alcine, boxeur.
- Jean-Robert Menelas, footballeur.